# كنديون صينيون
الكنديون الصينيون هم كنديون من أصول صينية كلياً أو جزئياً. (ملاحظة: ثمة خلط بين ثقافة الصينيين الهان والصينيين ذوي الجنسية التابعة لجمهورية الصين الشعبية، لكن المقصود في هذه المقالة هم الصينيين من أصل الهان. يتألفون من مجموعة فرعية من الكنديين من شرق آسيا، وهي بدورها مجموعة فرعية من الكنديين الآسيويين. المجتمع الصيني في كندا هو أحد أكبر المجتمعات الصينية في الخارج، وثاني أكبر مجتمع صيني في أمريكا الشمالية بعد الأمريكيين من أصول صينية، وسابع أكبر مجتمع في الصينيين في الشتات. تميل الأبحاث الديموغرافية إلى شمول المهاجرين من بر الصين الرئيسي وهونغ كونغ وماكاو وكذلك الصينيين الذين هاجروا من جنوب شرق آسيا وأمريكا الجنوبية في تصنيف واسع النطاق للكنديين الصينيين.
يشكّل الكنديون الصينيون بما في ذلك الأصول الصينية المختلطة والأصول العرقية الأخرى حوالي 4% من سكان كندا، أو 1.3 مليون شخص حسب إحصائيات 2006. المجتمع الكندي الصيني هو أكبر مجموعة عرقية من الكنديين الآسيويين، إذ يشكّلون حوالي 40% من السكان الكنديين الآسيويين. يتركز معظمهم في أونتاريو وكولومبيا البريطانية
. أما أكبر المدن التي تضم كنديين من أصول صينية فهي منطقة تورنتو الكبرى (537,060)، ميترو فانكوفر (402,000)، مونتريال الكبرى (120,000)، منطقة كاليغاري (75,410)، إقليم إدمونتون العاصمة (53,670).

## الديانة

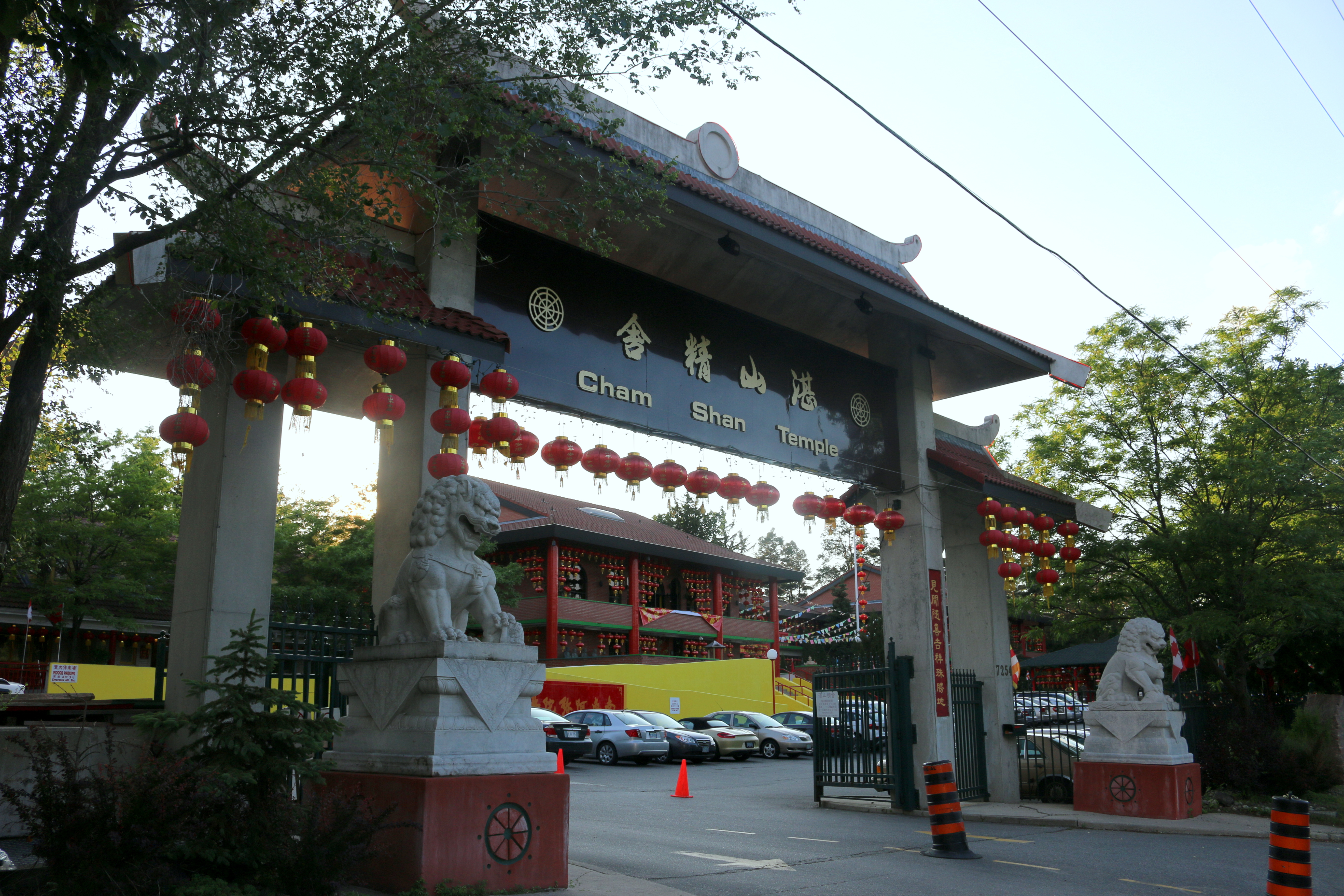
معبد تشام شان، هو معبد صيني يقع في ماركهام شمالي أونتاريو

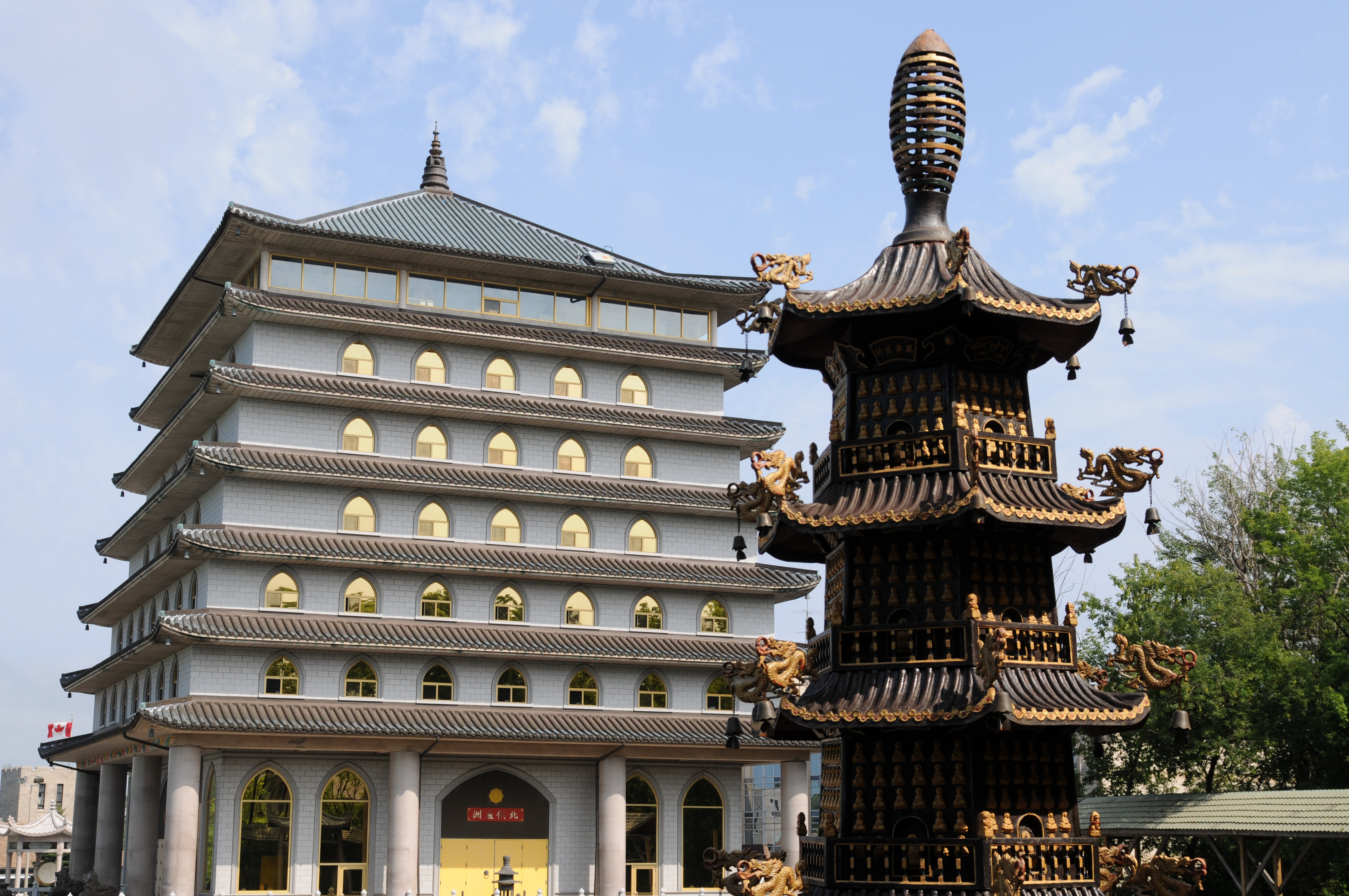
معبد تشام شان في منطقة شلالات نياغارا، أونتاريو. تظهر الفروقات بين الأجيال أيضاً في الممارسة الدينية والانتماء ضمن هذه المجموعة السكانية.

عام 2001، كان حوالي 56% من الكنديين الصينيين الذين تبلغ أعمارهم 15 عاماً فما فوق ليس لديهم أي انتماء ديني، مقارنةً بالمعدل الوطني ونسبته 17%. نتيجة لذلك، يشكّل الكنديون الصينيون حوالي 13% من إجمالي السكان الكنديين الذين لم يبلغوا عن انتماء ديني على الرغم من أنهم يشكلون 4% من السكان. من بين الكنديين الصينيين، 14% يدينون بالبوذية، و14% يدينون بالمسيحية الكاثوليكية و9% [بروتستانت.
| المجموعة الدينية | السكان % 1921 | السكان % 1961 | السكان % 1971 | السكان % 1981 | السكان % 1991 | السكان % 2001 | السكان % 2006 | السكان % 2011 |
| ---------------- | ------------- | ------------- | ------------- | ------------- | ------------- | ------------- | ------------- | ------------- |
| غير متدينون\أخرى | -             | -             | 43.7%         | 57.4%         | 55.3%         | 55.6%         | 57.9%         | 49.3%         |
| المسيحية         | 10%           | 60%           | 46.4%         | 36.3%         | 32.4%         | 29.2%         | 20.9%         | -             |
| كاثوليكية        | -             | -             | 12.9%         | 14.2%         | 16.0%         | 13.8%         | 11.7%         | -             |
| بروتستانتية      | -             | -             | 33.5%         | 22.1%         | 16.4%         | 15.4%         | 9.2%          | -             |
| البوذية          | -             | -             | -             | -             | 11.4%         | 14.6%         | 14.2%         | -             |
| ديانات أخرى      | -             | -             | 9.9%          | 6.4%          | -             | -             | 7.0%          | -             |
| دين صيني شعبي    | -             | -             | -             | -             | -             | -             | -             | 50.7%         |
| السكان           | -             | -             | 124,600       | 285,800       | 633,931       | 1,094,638     | 1,346,510     | 1,324,700     |

## الأوضاع الاقتصادية الاجتماعية
عام 2001، كان حوالي 31% من الصينيين في كندا سواء المولودين في الخارج أو المولودين في كندا من حملة الشهادة الجامعية، مقارنة بالمعدل الوطني ونسبته 18%.
أما الصينيون في سن العمل في كندا، فكان 20% منهم يعملون في مجال المبيعات والخدمات، 20% في الأعمال التجارية والمالية والإدارية، 16% منهم في العلوم الطبيعية والتطبيقية، 13% في الإدارة، 11% في التصنيع والمرافق العامة. لكن، ثمة توجه لدى الصينيين في التحرك نحو المدن الصغرى والمناطق الريفية في السنوات الأخيرة حيث العمل في الزراعة وعمليات إنتاج الغذاء
بالنسبة للصينيين الذين هاجروا إلى كندا في عقد التسعينيات وأصبحوا في سن العمل الأولي عام 2001، فقد بلغ معدل تشغيلهم 61%، وهو معدل يقل عن المعدل الوطني والبالغ 80%. أفاد الكثيرون أن ثمة مشكلة في الاعتراف بالمؤهلات الأجنبية. مع ذلك فإن معدل عمالة الرجال الصينيين المولودين في كندا ممن هم في سن العمل الأولي يبلغ 86%، وهو يماثل المعدل الوطني. معدل التشغيل للنساء الصينيات المولودات في كندا ممن هن في سن العمل الأولي يبلغ 83% وهو أعلى من المعدل الوطني البالغة 76%.

## وصلات خارجية
- Lost Years: A People's Struggle for Justice - International Award-Winning epic documentary on the Chinese Canadian Community
- Asian Canadian Community-Chinese
- Chinese Canadian Stories at the University of British Columbia
- Chinese Canadian National Council
- Chinese Canadian Historical Society of British Columbia Chinese Canadian Women, 1923-1967 - MHSO
- Overview of Chinese Canadian History
- Chinese Canadian Women
- History of Chinese in Canada
- History of the Chinese Head Tax & Exclusion Act
- National Film Board نسخة محفوظة 24 أغسطس 2017 على موقع واي باك مشين. - Documentary "In The Shadow of Gold Mountain", detailing the history of abuse against Chinese Canadians
- CBC Digital Archives - A Tale of Perseverance: Chinese Immigration to Canada
- Timeline of Important Events in the History of the Chinese in Canada
- 100 influential Chinese Canadians in British Columbia (October 2006)
- Alphabetical List of Persons: A to L, Alphabetical List of Persons: L to S Alphabetical List of Persons, S to Z